# 李嘉祐
李嘉祐（719？—？），字從一，趙州（治所在今河北省趙縣）人。唐朝官员，大曆时詩人。

## 生平
李嘉祐生年不可考。闻一多《唐诗大系》定为719年，不知所据。
天寶七年（748年）楊譽榜進士，授祕書省正字，升补阙。后因事由侍御史贬謫鄱阳縣令，有诗“四年谪宦滞江城，未厌门前鄱水清。”。四年后量移江阴縣令。
唐代宗永泰元年（765年）回朝任拾遗、司勋员外郎。，而大曆中期，又出京擔任袁州（治所在今江西省宜春市）刺史。大曆九年（774年）卸任後定居苏州。大曆末至建中初，起用爲台州刺史。約卒於建中四年以前。

## 文学成就
嘉祐與嚴維、劉長卿、冷朝陽等人友好。工詩，詩風麗婉，有齊梁風。刘辰翁评论道：“ 李袁州（嘉祐）中兴高流 ，与钱（起）、郎（士元）别为一体，往往涉于齐梁。绮靡婉丽，盖吴均、何逊之敌。如‘野渡花争发，春塘水乱流’、‘朝霞晴作雨，湿气晚生寒’，文章之冠冕也。”。有诗二卷，《全唐诗》存其诗二卷，共134首。

## 参看
- 李紓，从弟